# Kobe Tai
Kobe Tai (15 de janeiro de 1972, Taipé, Taiwan) é uma ex-atriz de filmes pornográficos. Seu nome de batismo é Carla Scott Carter.

## Biografia
Começou a fazer filmes no ano de 1994 e encerrou sua carreira em 2004 tendo realizado por volta de 60 filmes. Foi casada com o ator pornô Mark Davis entre 1996 e 1999. Sua principal produtora pornográfica foi a Vivid.

## Filmografia completa
- Adam & Eve's House Party 2 / Produtora: VCA Plus / Ano de lançamento: 1996
- Ancient Asian Sex Secrets / Produtora: Vivid / Ano de lançamento: 1997
- Ariana's Dirty Dancers 8 / Produtora: 4-play / Ano de lançamento: 1996
- Art Lover / Produtora: Vivid / Ano de lançamento: 1999
- Asian Pussyman Auditions / Produtora: Snatch / Ano de lançamento: 1996
- Awakening / Produtora: Vivid / Ano de lançamento: 1999
- Baby Blues / Produtora: Vivid / Ano de lançamento: 2001
- Babylon / Produtora: Vivid / Ano de lançamento: 1999
- Bad Girls 8: Prisoners Of Love / Produtora: Vivid / Ano de lançamento: 1997
- Best of the Vivid Girls 30 / Produtora: Vivid / Ano de lançamento: 2000
- Bet / Produtora: Vivid / Ano de lançamento: 1999
- Big Island Blues / Produtora: Vivid / Ano de lançamento: 1997
- Blow Dry / Produtora: Vivid / Ano de lançamento: 1997
- Blow Hard / Produtora: Vivid / Ano de lançamento: 2001
- Chasin' Pink 3 / Produtora: Vivid / Ano de lançamento: 1998
- Cheat / Produtora: Vivid / Ano de lançamento: 2000
- Complete Kobe / Produtora: Vivid / Ano de lançamento: 1999
- Couples / Produtora: Vivid / Ano de lançamento: 1998
- Deep Inside Lexus / Produtora: Vivid / Ano de lançamento: 2001
- Dupe / Produtora: Vivid / Ano de lançamento: 2000
- Executions On Butt Row / Produtora: Evil Angel / Ano de lançamento: 1996
- Filters / Produtora: Vivid / Ano de lançamento: 1999
- Glass Cage / Produtora: Vivid / Ano de lançamento: 1999
- Haunted / Produtora: Vivid / Ano de lançamento: 2000
- Hawaiian Blast / Produtora: Vivid / Ano de lançamento: 1998
- Jade Princess / Produtora: Vivid / Ano de lançamento: 1999
- Jenna Loves Kobe / Produtora: Vivid / Ano de lançamento: 2003
- Joey Silvera's Favorite Big Ass Asian All-stars / Produtora: Evil Angel / Ano de lançamento: 1998
- King Of The Load / Produtora: Vivid / Ano de lançamento: 2000
- Kobe's Tie / Produtora: Vivid / Ano de lançamento: 1998
- Lethal Affairs / Produtora: Vivid / Ano de lançamento: 1996
- Lexus: Up Close and Personal / Produtora: Vivid / Ano de lançamento: 2001
- Lie / Produtora: Vivid / Ano de lançamento: 1998
- Lotus / Produtora: Vivid / Ano de lançamento: 1997
- Love Hurts / Produtora: Vivid / Ano de lançamento: 2004
- Mission Erotica / Produtora: Vivid / Ano de lançamento: 1997
- Motel Blue / Produtora: Vivid / Ano de lançamento: 1998
- Motel Sex / Produtora: Vivid / Ano de lançamento: 2000
- Perfect / Produtora: Vivid / Ano de lançamento: 2003
- Philmore Butts Taking Care Of Business / Produtora: Sunshine / Ano de lançamento: 1997
- Raw 2 / Produtora: Vivid / Ano de lançamento: 1996
- Scenes From A Bar / Produtora: Vivid / Ano de lançamento: 1998
- She Town / Produtora: Vivid / Ano de lançamento: 2000
- Show 2 / Produtora: Vivid / Ano de lançamento: 1997
- Show 3 / Produtora: Vivid / Ano de lançamento: 1998
- Show And Tell / Produtora: Vivid / Ano de lançamento: 1996
- Sitting Pretty / Produtora: Vivid / Ano de lançamento: 1999
- Sky: Extreme Close-Up / Produtora: Vivid / Ano de lançamento: 2001
- Sleeping Booty / Produtora: Vivid / Ano de lançamento: 2001
- Sleepover / Produtora: Vivid / Ano de lançamento: 1996
- Stardust 11 / Produtora: Vivid / Ano de lançamento: 1997
- Stardust 12 / Produtora: Vivid / Ano de lançamento: 1998
- Stardust 3 / Produtora: Vivid	 / Ano de lançamento: 1996
- Stardust 4 / Produtora: Vivid / Ano de lançamento: 1997
- Stardust 5 / Produtora: Vivid / Ano de lançamento: 1997
- Stardust 8 / Produtora: Vivid / Ano de lançamento: 1996
- Stranger / Produtora: Vivid / Ano de lançamento: 2002
- Trapped / Produtora: Vivid / Ano de lançamento: 1997
- Trashy (II) / Produtora: Vivid / Ano de lançamento: 1997
- Where The Boys Aren't 10 / Produtora: Vivid / Ano de lançamento: 1998
- Where The Boys Aren't 11 / Produtora: Vivid / Ano de lançamento: 1998
- Where The Boys Aren't 12 / Produtora:	Vivid / Ano de lançamento: 2000
- Where The Boys Aren't 13 / Produtora:	Vivid / Ano de lançamento: 2000
- Workin' Overtime / Produtora: Vivid / Ano de lançamento: 2000
- Zone / Produtora: Vivid / Ano de lançamento: 1997

## Ligações Externas
- Site Oficial (Contém material pornográfico)
- Kobe Tai no Internet Adult Film Database
- Kobe Tai no Adult Film Database (Contém Material Pornográfico)
- Kobe Tai no IMDB